# August Zapf
August Zapf (* 13. Dezember 1826 in Bayreuth; † 20. Juni 1910 in Wiesbaden) war ein deutscher Opernsänger.
Zapf trat am Königlichen Hoftheater in Wiesbaden auf. Gemeinsam mit drei Kollegen rief er das angesehene Zapf’sche Quartett ins Leben, mit dem ihn Auftritte durch das In- und Ausland führten.